# Пыёлдино
Пыёлдино (коми Поёл) — село в Сысольском районе Республики Коми. Административный центр сельского поселения Пыёлдино.
Расположено на берегу реки Сысолы в 16 км к юго-востоку от районного центра, села Визинга, высота центра селения над уровнем моря — 99 м, Пыёлдино связано автобусным сообщением с райцентром.
В селе действуют: школа, почтовое отделение. В Пыёлдино находится Церковь Николая Чудотворца, постройки 1850 года, памятник градостроительства и архитектуры России.

## Население
| 2010 |
| ---- |
| 243  |

Предположительно основано в XIV веке рядом с уже действовавшим монастырём Николая Чудотворца, просуществовавшим до XVII века. В XVI—XVII веках в Пыёлде располагался ям на ведущей за Урал большой Сибирской дороге. В конце XIX — начале XX века в селе имелись волостное правление, две церкви, пять часовен и четыре школы.